# Batalla de Chojnice (1939)
La Batalla de Chojnice ocurrió durante la invasión alemana de Polonia el 1 de septiembre de 1939, el primer día de las hostilidades. A una unidad separada del Grupo Destacado Chojnice del ejército polaco al mando del coronel Kazimierz Tadeusz Majewski, parte del Grupo Operativo Czersk al mando de Stanisław Grzmot-Skotnicki, se le asignó la tarea de defender la ciudad de Chojnice, un importante centro regional de comunicaciones, para proteger el flanco sur del Ejército Pomorze.
Los ataques alemanes comenzaron a las 04:30 con los bombarderos en picado Stuka, del 3/1 Stuka Geschwader, atacando el puente Tczew. Luego, la Wehrmacht intentó colarse con vehículos blindados en la estación, pero los polacos destruyeron el puente de antemano. Finalmente, el ataque de un tren blindado a Chojnice fue rechazado.
Sin embargo, después de medio día, la creciente presión alemana obligó a las unidades polacas a retirarse al este hacia Rytel. El Regimiento Ulano No.18 de Pomerania recibió la orden de cubrir el retroceso de la infantería, y lanzó un ataque montado contra los alemanes en Krojanty.